# Montefortino
Montefortino là một đô thị ở tỉnh Ascoli Piceno ở vùng Marche, cách khoảng 80 km về phía nam của Ancona và khoảng 20 km về phía tây bắc của Ascoli Piceno. Đến thời điểm ngày 31 tháng 12 năm 2005, đô thị này có dân số là 1.313 người và diện tích là 78,5 km².
Montefortino giáp các đô thị: Amandola, Bolognola, Castelsantangelo sul Nera, Comunanza, Montemonaco, Sarnano, Ussita.